# ROKS Lee Beom-seok
Le ROKS Lee Beom-seok (SS-081) est un sous-marin de la marine de la république de Corée, le huitième navire de la classe Sohn Won-yil. Il porte le nom du militant indépendantiste coréen Lee Beom-seok (20 octobre 1900 - 11 mai 1972), qui fut le premier homme politique à occuper le poste de Premier ministre de la Corée du Sud, de 1948 à 1950.

## Conception
Les médias rapportent que les sous-marins de classe Sohn Won-yil sont équipés de huit tubes lance-torpilles de 533 mm et que la Corée du Sud montera dessus un missile coréen de type Tomahawk, le Hyunmoo-3, d’une portée de 500 km. On dit qu’ils développent également des versions avec une portée de 1000 km et 1500 km, mais il n’y a aucune confirmation si cette version pouvait être montée sur un tube lance-torpilles de 533 mm. À l’origine, le missile américain Tomahawk a été conçu pour être lancé à partir d’un tube lance-torpilles de 533 mm. La Corée a également récemment réussi à le géolocaliser.
Le missile Chonryong d’une portée de 500 km a été installé dans la classe Sohn Won-yil. Il a été déployé et est en service.
L’Allemagne, qui a exporté la classe Sohn Won-yil (type 214), utilise un sous-marin de type 212 qui utilise le même système AIP avec un déplacement identique. Il a une portée de 20 km et est équipé de quatre tubes lance-torpilles de 533 mm. Il est capable de faire face à des cibles aériennes, de surface et sous-marines.

## Carrière
Le ROKS Lee Beom-seok (SS-081) a été construit par Daewoo Shipbuilding & Marine Engineering, lancé le 8 novembre 2016 et mis en service le 13 mai 2019,.
En octobre 2022, un rapport soumis par Shin Wonsik, membre du Parti du pouvoir populaire à l’Assemblée nationale, a révélé que des défauts majeurs ont été découverts sur les neuf sous-marins de classe Sohn Won-yil, également connue sous le nom de KSS-II. C’est un coup dur pour la force sous-marine de la ROKN, qui dépend fortement de ces navires. Selon Shin, des défauts dans les câbles des modules onduleurs ont été trouvés sur sept des sous-marins de la classe Sohn Won-yil, tandis que deux d’entre eux présentaient des défauts « fonctionnels » dans les modules onduleurs eux-mêmes. Les modules, qui sont produits par l’industriel allemand Siemens, sont un composant essentiel du système de propulsion des sous-marins, avec douze modules installés dans chaque sous-marin. Naval News avait rapporté, plus tôt la même année, que trois des sous-marins de la classe Sohn Won-yil souffraient de problèmes avec le système. Le rapport de Shin a confirmé que la question est beaucoup plus étendue qu’on ne le pensait auparavant. Pour aggraver les choses, la cause exacte des défauts liés aux câbles reste inconnue, ce qui signifie que sept des sous-marins de la ROKN ont été déployés sans les réparations nécessaires.
Shin a déclaré que le problème est « très probablement » le résultat de la dépolymérisation du revêtement extérieur des câbles, et non des défauts structurels dans les câbles eux-mêmes, étant donné qu’ils ont trois couches de protection. Cependant, il pourrait y avoir d’autres problèmes. Ainsi, le ROKS Jeong Ji n’a pas été déployé depuis octobre 2019, en raison d’une fuite de son système de refroidissement qui a endommagé le module onduleur. L’administration du programme d’acquisition de la défense a payé à Siemens 7,1 milliards de wons coréens (environ 5 millions de dollars) pour les réparations. On s’attend à ce que le processus de réparation de chaque sous-marin de type 214 modifié, y compris le temps nécessaire pour transporter les modules en Allemagne, prenne six mois. Cela risque d’avoir une incidence négative sur l’état de préparation de la flotte de sous-marins dans les années à venir.